# Alex Borstein
Alexandrea Alex Borstein (Highland Park, 15 de febrero de 1971) es una actriz, comediante, guionista y productora estadounidense, ganadora de tres Premios Primetime Emmy y conocida por poner voz a Lois Griffin en Padre de Familia (1999–presente) y por su papel de  Susie Myerson en la serie de comedia, La maravillosa Señora Maisel (2017–2023).
También destacan sus otros papeles en MADtv (1997–2009) y Dawn Forchette en la serie Getting On (2013–2015). Otros créditos incluyen: Bad Santa (2003), Kicking & Screaming (2005), Killers (2010), Ted (2012), A Million Ways to Die in the West (2014), y Los tipos malos (2022).

## Biografía
Borstein nació en Highlands Park (Illinois), a las afueras de Chicago. Se crio en el seno de una familia judía con raíces alemanas, húngaras, polacas, mongoles y rusas. Posteriormente, se fue a San Francisco, California, donde estudió en la Universidad de San Francisco.
Aprendió clases de interpretación en el ACME Comedy Theater, donde empezó a escribir junto a su compañero y su futuro marido Jackson Douglas. Comenzó a trabajar en las series animadas Casper y Pinky and the Brain, aunque poco después dejó su trabajo y empezó como escritora. En 1996 mientras estaba escribiendo Casper Borstein trabajó en la serie Power Rangers: Zeo interpretando a Queen Machina (uno de los dos antagonistas de la serie).
En 1997, formó parte del programa MADtv en la tercera temporada, yéndose a mitad de temporada. Quizá su papel más conocido en esta serie fue el de Miss Swan. Durante su tiempo en MADtv conoció a Seth MacFarlane, que la introdujo en la FOX donde es actriz de doblaje en Padre de familia, donde interpretó el papel de Lois Griffin, entre otras voces. En esta serie también ha sido productora y guionista de varios capítulos.
En 2000, se hizo un hueco en el reparto de Las chicas Gilmore, para interpretar a Sookie St. James, pero su contrato con MADtv le impidió finalmente llevarlo a cabo, aunque participó en varios capítulos de la serie. Alex Borstein también ha salido en la gran pantalla en películas como Lizzie McGuire, fue la mejor amiga de Halle Berry en Catwoman y fue una empleada de la CBS en el filme Buenas noches, y buena suerte.

## Vida personal
Estuvo casada con el actor y escritor Jackson Douglas. Los dos se conocieron en ACME. Él le propuso matrimonio durante el rodaje del programa, y se casaron en 1999. Ambos han aparecido en Las chicas Gilmore. Desde su divorcio en 2017, hace dos años que Alex Borstein vive en Barcelona con sus dos hijos, y ha presentado un espectáculo cómico musical de pequeño formato con los músicos Salva Rey (The Pinker Tones) y Eric Mill en el que se hacen llamar Alex Borstein & The Amstergang. También ha participado en las versiones en inglés de los libro-discos de The Pinker Tones.
Recientemente ha sido entrevistada por Thais Villas en el Canal #0 de la plataforma Movistar+, dentro del programa de corte feminista "Las que faltaban" 

## Filmografía

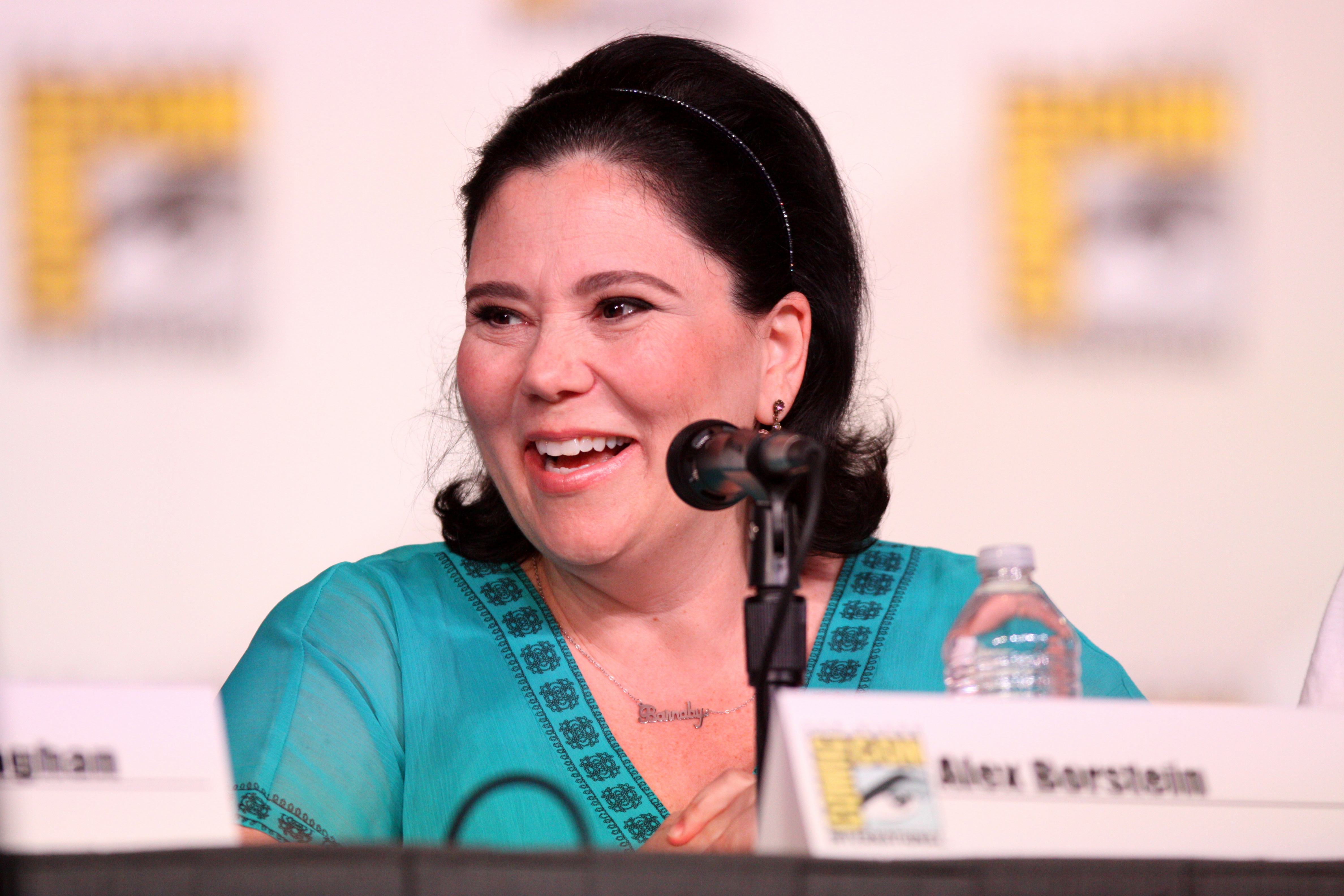

### Cine
| Cine | Cine                                      | Cine                           | Cine                                 |      |                                |                             |               |
| Año  | Título                                    | Personaje                      | Director                             |      |                                |                             |               |
| ---- | ----------------------------------------- | ------------------------------ | ------------------------------------ | ---- | ------------------------------ | --------------------------- | ------------- |
| Año  | Título                                    | Personaje                      | Director                             | 2000 | Coyote Ugly (Bar Coyote [Esp]) | Mujer de subasta de ofertas | David McNally |
| 2002 | Dawg                                      | Darcy Smits                    |                                      |      |                                |                             |               |
| 2002 | Showtime                                  | Directora de Casting           | Tom Dey                              |      |                                |                             |               |
| 2003 | Lizzie McGuire                            | Sra. Ungermeyer                | Jim Fall                             |      |                                |                             |               |
| 2003 | Bad Santa                                 | Madre de Milwaukee             | Terry Zwigoff                        |      |                                |                             |               |
| 2004 | Seeing other people                       | Tracy                          | Wallace Wolodarsky                   |      |                                |                             |               |
| 2004 | Catwoman                                  | Sally                          | Pitof                                |      |                                |                             |               |
| 2004 | Billy's Dad Is a Fudge-Packer!            | Betty Henderson                | Cortometraje                         |      |                                |                             |               |
| 2005 | Kicking & screaming                       | Sra. Obnoxious Hummer          | Jesse Dylan                          |      |                                |                             |               |
| 2005 | Stewie Griffin: la historia jamás contada | Lois Griffin / Varias Voces    | Codirectora / Guionista / Productora |      |                                |                             |               |
| 2005 | Buenas noches, y buena suerte             | Natalie                        | George Clooney                       |      |                                |                             |               |
| 2006 | Pequeño, pero matón                       | Janet                          | Keenen Ivory Wayans                  |      |                                |                             |               |
| 2007 | The Lookout                               | Sra. Lange                     | Scott Frank                          |      |                                |                             |               |
| 2010 | Killers                                   | Lily Bailey                    | Robert Luketic                       |      |                                |                             |               |
| 2010 | La Cena de los Idiotas                    | Martha                         | Jay Roach                            |      |                                |                             |               |
| 2010 | For Christ's Sake                         | Sra. Marcus                    |                                      |      |                                |                             |               |
| 2012 | Ted                                       | Helen Bennett                  | Seth MacFarlane                      |      |                                |                             |               |
| 2012 | ParaNorman                                | Sra. Henscher (voz)            | Chris Butler y Sam Fell              |      |                                |                             |               |
| 2014 | Mil Maneras de Morder el Polvo            | Millie                         | Seth MacFarlane                      |      |                                |                             |               |
| 2015 | Love the Coopers                          | Angie                          | Jessie Nelson                        |      |                                |                             |               |
| 2016 | Angry Birds: la película                  | Sophie Bird / Peggy Bird (voz) | Clay Kaytis y Fergal Reilly          |      |                                |                             |               |
| 2020 | Extinct                                   | Mali (voz)                     | David Silverman                      |      |                                |                             |               |
| 2022 | Los tipos malos                           | Jefa Misty Luggins (voz)       | Pierre Perifel                       |      |                                |                             |               |
| 2025 | Los tipos malos 2                         | Jefa Misty Luggins (voz)       | Pierre Perifel                       |      |                                |                             |               |

### Televisión
| 1993-1994       | Mighty Morphin Power Rangers         | Varias Voces                                                          | 4 episodios                                   |
| 1996            | Power Rangers Zeo                    | Queen Machina / Robocupid (voz)                                       | 42 episodios                                  |
| 1999-2002, 2016 | MADtv                                | Varios Personajes                                                     | Principal                                     |
| 1999-presente   | Padre de familia                     | Lois Griffin / Barbara Pewterschmidt / Tricia Takanawa / Varias voces | Principal / Productora y Guionista            |
| 2000-2005       | Gilmore Girls                        | Drella / Miss Celine / Doris                                          | 9 episodios                                   |
| 2002-2003       | 3 South                              | Becky (Voz)                                                           | 3 episodios                                   |
| 2003            | Friends                              | Bittler Woman on stage                                                | Episodio: "The One with the Soap Opera Party" |
| 2005-2019       | Robot Chicken                        | Varias voces                                                          | 14 episodios                                  |
| 2006-2016       | American Dad!                        | Doctor Gupta / Museum Curator (voz)                                   | Personajes Esporádicos                        |
| 2006            | Drawn Together                       | Lois Griffin / Varias voces                                           | Recurrente                                    |
| 2007-2011       | WordWorld                            | Sheep (voz)                                                           | 45 episodios                                  |
| 2007-2009       | Slacker Cats                         | Latoyah (voz)                                                         | 11 episodios                                  |
| 2009-2013       | The Cleveland Show                   | Hadassah Lowenstein / Lois Griffin / Varias voces                     | 17 episodios                                  |
| 2011-2015       | Shameless                            | Lou Deckner                                                           | 5 episodios                                   |
| 2013-2015       | Getting On (American TV series)      | Dawn Forchette                                                        | Principal                                     |
| 2015            | Masters of Sex                       | Loretta                                                               | Episodio: "Monkey Business"                   |
| 2016            | Bordertown                           | Janice Buckwald / Becky (voces)                                       | 12 episodios                                  |
| 2016            | Gilmore Girls: A Year in the Life    | Life Drella / Miss Celine                                             | Episodios: "Winter" y "Fall"                  |
| 2017-2023       | La maravillosa Sra. Maisel           | Susie Myerson                                                         | Principal                                     |
| 2022            | Resident Alien                       | Caryln                                                                | Episodio: "Girls' Night"                      |
| 2023            | Alex Borstein: Corsets & Clown Suits | Ella misma                                                            | Especial de televisión                        |

## Premios y nominaciones
| Premios Primetime Emmy | Premios Primetime Emmy                          | Premios Primetime Emmy    | Premios Primetime Emmy | Premios Primetime Emmy |
| Año                    | Categoría                                       | Trabajo Nominado          | Resultado              | Ref.                   |
| ---------------------- | ----------------------------------------------- | ------------------------- | ---------------------- | ---------------------- |
| 2008                   | Mejor programa animado                          | Family Guy                | Nominada               | [ 6 ]                  |
| 2013                   | Mejor actuación de voz                          | Family Guy                | Nominada               | [ 6 ]                  |
| 2018                   | Mejor actriz de reparto en una serie de comedia | The Marvelous Mrs. Maisel | Ganadora               | [ 6 ]                  |
| 2018                   | Mejor actuación de voz                          | Family Guy                | Ganadora               | [ 6 ]                  |
| 2019                   | Mejor actriz de reparto en una serie de comedia | The Marvelous Mrs. Maisel | Ganadora               | [ 6 ]                  |
| 2019                   | Mejor actuación de voz                          | Family Guy                | Nominada               | [ 6 ]                  |
| 2020                   | Mejor actriz de reparto en una serie de comedia | The Marvelous Mrs. Maisel | Nominada               | [ 6 ]                  |
| 2022                   | Mejor actriz de reparto en una serie de comedia | The Marvelous Mrs. Maisel | Nominada               | [ 6 ]                  |
| 2023                   | Mejor actriz de reparto en una serie de comedia | The Marvelous Mrs. Maisel | Nominada               | [ 6 ]                  |
| 2023                   | Mejor actuación de voz                          | Family Guy                | Nominada               | [ 6 ]                  |

| Premios Globo de Oro | Premios Globo de Oro                                    | Premios Globo de Oro      | Premios Globo de Oro | Premios Globo de Oro |
| Año                  | Categoría                                               | Trabajo Nominado          | Resultado            | Ref.                 |
| -------------------- | ------------------------------------------------------- | ------------------------- | -------------------- | -------------------- |
| 2019                 | Mejor actriz de reparto de serie, miniserie o telefilme | The Marvelous Mrs. Maisel | Nominada             | [ 7 ]                |

| Premios del Sindicato de Actores | Premios del Sindicato de Actores | Premios del Sindicato de Actores | Premios del Sindicato de Actores | Premios del Sindicato de Actores |
| Año                              | Categoría                        | Trabajo Nominado                 | Resultado                        | Ref.                             |
| -------------------------------- | -------------------------------- | -------------------------------- | -------------------------------- | -------------------------------- |
| 2006                             | Mejor reparto en una película    | Good Night, and Good Luck        | Nominada                         | [ 8 ]                            |
| 2019                             | Mejor actriz - Serie de comedia  | The Marvelous Mrs. Maisel        | Nominada                         | [ 9 ]                            |
| 2019                             | Mejor reparto - Serie de comedia | The Marvelous Mrs. Maisel        | Ganadora                         | [ 9 ]                            |
| 2020                             | Mejor actriz - Serie de comedia  | The Marvelous Mrs. Maisel        | Nominada                         | [ 10 ]                           |
| 2020                             | Mejor reparto - Serie de comedia | The Marvelous Mrs. Maisel        | Ganadora                         | [ 10 ]                           |
| 2024                             | Mejor actriz - Serie de comedia  | The Marvelous Mrs. Maisel        | Pendiente                        | [ 11 ]                           |

| Premios de la Crítica Televisiva | Premios de la Crítica Televisiva  | Premios de la Crítica Televisiva | Premios de la Crítica Televisiva | Premios de la Crítica Televisiva |
| Año                              | Categoría                         | Trabajo Nominado                 | Resultado                        | Ref.                             |
| -------------------------------- | --------------------------------- | -------------------------------- | -------------------------------- | -------------------------------- |
| 2018                             | Mejor actriz de reparto - Comedia | The Marvelous Mrs. Maisel        | Nominada                         | [ 12 ]                           |
| 2019                             | Mejor actriz de reparto - Comedia | The Marvelous Mrs. Maisel        | Ganadora                         |                                  |
| 2020                             | Mejor actriz de reparto - Comedia | The Marvelous Mrs. Maisel        | Ganadora                         | [ 13 ]                           |
| 2024                             | Mejor actriz de reparto - Comedia | The Marvelous Mrs. Maisel        | Pendiente                        | [ 14 ]                           |